# Liste der Kulturdenkmale in Rudolstadt

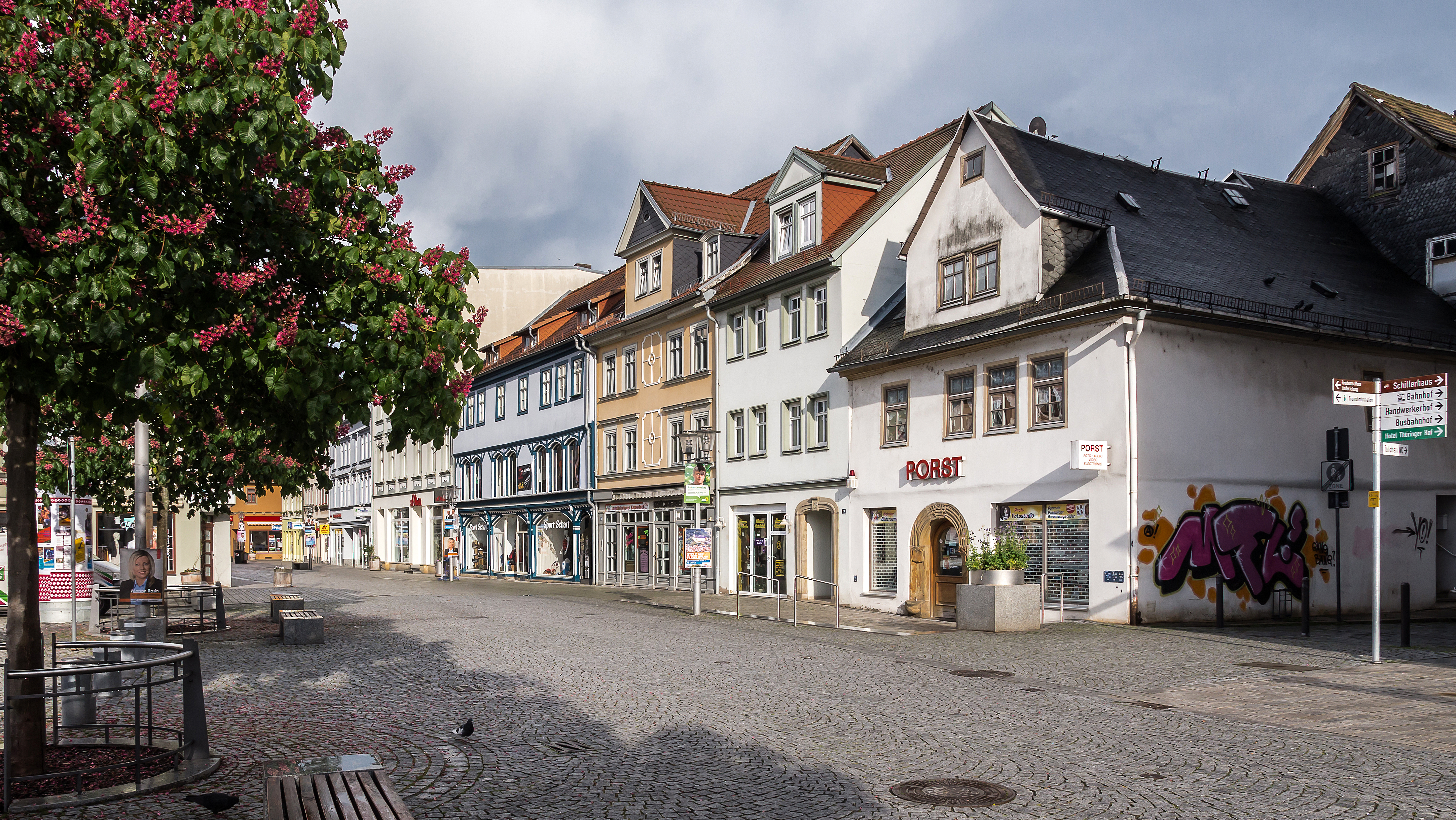
Rudolstadt Marktstraße

Stadtwappen

Denkmalzeichen

In der Liste der Kulturdenkmale in Rudolstadt sind alle Kulturdenkmale der thüringischen Stadt Rudolstadt (Landkreis Saalfeld-Rudolstadt) und ihrer Ortsteile aufgelistet (Stand: 12. Februar 2013).

## Rudolstadt

### Denkmalensemble
| Bild                           | Bezeichnung | Lage                                 | Datierung | Beschreibung | ID |
| ------------------------------ | --- | ------------------------------------ | --------- | ------------ | -- |
| weitere Bilder Fotos hochladen | Denkmalensemble „Kernstadt Rudolstadt“                                                                         | Kernstadt (Karte)                    |           |              |    |
| weitere Bilder Fotos hochladen | Denkmalensemble „Am Saaldamm 3, 5, 7, 9 mit Platz der OdF 1a und 3“                                            | Am Saaldamm (Karte)                  |           |              |    |
| weitere Bilder Fotos hochladen | Denkmalensemble „Anger“ mit Theater Rudolstadt, Intendanz, Probenhaus und Technik (Boucher), Theaterrestaurant | Anger (Karte)                        |           |              |    |
| weitere Bilder Fotos hochladen | Denkmalensemble „August-Bebel-Straße“ 13–41 (ungerade Nummern) mit Kreuzstraße 2                               | August-Bebel-Straße 13–41 (Karte)    |           |              |    |
| weitere Bilder Fotos hochladen | Denkmalensemble Volkskundemuseum „Thüringer Bauernhäuser“                                                      | Große Wiese 2 (Karte)                |           |              |    |
| weitere Bilder Fotos hochladen | Denkmalensemble „Heinrich-Heine-Park“                                                                          | Heinrich-Heine-Park (Karte)          |           |              |    |
| weitere Bilder Fotos hochladen | Denkmalensemble „Alexander-Puschkin-Straße“ 1–7, 4–10 mit Schwarzburger Chaussee 11                            | Puschkinstraße (Karte)               |           |              |    |
| weitere Bilder Fotos hochladen | Mehrfamilien-Wohnhäuser einschl. Freiflächen, Pflanzen und Einfriedung                                         | Schwarzburger Chaussee 32–48 (Karte) |           |              |    |

### Einzeldenkmale A–C
| Bild                                    | Bezeichnung | Lage                             | Datierung | Beschreibung | ID |
| --------------------------------------- | --- | -------------------------------- | --------- | --- | -- |
| weitere Bilder Fotos hochladen          | Schiller-Gedenkstein | Albert-Lindner-Straße (Karte)    |           | |    |
| weitere Bilder Fotos hochladen          | Theatergebäude/Bestandteil Denkmalensemble „Anger“                                                                            | Albert-Lindner-Straße 1 (Karte)  |           | Theater Rudolstadt |    |
| weitere Bilder Fotos hochladen          | Wohnhaus/Bestandteil Denkmalensemble „Kernstadt Rudolstadt“                                                                   | Alte Straße 1 (Karte)            |           | |    |
| weitere Bilder Fotos hochladen          | Wohnhaus/Bestandteil Denkmalensemble „Kernstadt Rudolstadt“                                                                   | Alte Straße 3 (Karte)            |           | |    |
| weitere Bilder Fotos hochladen          | Wohnhaus/Bestandteil Denkmalensemble „Kernstadt Rudolstadt“                                                                   | Alte Straße 5 (Karte)            |           | |    |
| weitere Bilder Fotos hochladen          | Wohnhaus mit Bohlendecke/Bestandteil Denkmalensemble „Kernstadt Rudolstadt“                                                   | Alte Straße 6 (Karte)            |           | |    |
| weitere Bilder Fotos hochladen          | Wohnhaus/Bestandteil Denkmalensemble „Kernstadt Rudolstadt“                                                                   | Alte Straße 21 (Karte)           |           | |    |
| weitere Bilder Fotos hochladen          | Wohnhaus/Bestandteil Denkmalensemble „Kernstadt Rudolstadt“                                                                   | Alte Straße 23 (Karte)           |           | |    |
| weitere Bilder Fotos hochladen          | Wohnhaus/Bestandteil Denkmalensemble „Kernstadt Rudolstadt“                                                                   | Am Anger 3 (Karte)               |           | |    |
| weitere Bilder Fotos hochladen          | Wohnhaus/Bestandteil Denkmalensemble „Kernstadt Rudolstadt“                                                                   | Am Anger 5 (Karte)               |           | |    |
| Direkt Bild zu diesem Denkmal hochladen | Sandsteinsäule ??? | Am Bahndamm                      |           | Es ist fraglich, ob dieses Kulturdenkmal noch existiert, die zuständige UDSB SLF wurde schriftlich angefragt, gibt aber keine Auskunft. |    |
| weitere Bilder Fotos hochladen          | Kratervase/Bestandteil Denkmalensemble „Kernstadt Rudolstadt“                                                                 | Am Gatter (Karte)                |           | |    |
| weitere Bilder Fotos hochladen          | Wohnhaus/Bestandteil Denkmalensemble „Kernstadt Rudolstadt“                                                                   | Am Gatter 1 (Karte)              |           | |    |
| weitere Bilder Fotos hochladen          | Pfarrhaus (Wohnhaus und Suptur) und Einfriedung/Bestandteil Denkmalensemble „Kernstadt Rudolstadt“                            | Am Gatter 2 (Karte)              |           | |    |
| weitere Bilder Fotos hochladen          | Wohnanlage der Heimstätten-Siedlung                                                                                           | An der Pörze 1/3 (Karte)         |           | |    |
| weitere Bilder Fotos hochladen          | Ehem. Pörzbrauerei: Hauptgebäude (ehem. mit Gaststätte, Nr. 38)                                                               | An der Pörze 38 (Karte)          |           | |    |
| weitere Bilder Fotos hochladen          | Ehem. Pörzbrauerei: Sommerwirtschaft einschließlich Biergarten mit Rost und Einfriedung                                       | An der Pörze 40 (Karte)          |           | |    |
| weitere Bilder Fotos hochladen          | Ehem. Pörzbrauerei: Remisen, Lager- und Wohngebäude                                                                           | An der Pörze 45 (Karte)          |           | |    |
| weitere Bilder Fotos hochladen          | Anton-Sommer-Denkmal | Anger (Karte)                    |           | |    |
| weitere Bilder Fotos hochladen          | „Boucher“ – Probenhaus des Theaters Rudolstadt/Bestandteil Denkmalensemble „Anger“                                            | Anger 1 (Karte)                  |           | |    |
| weitere Bilder Fotos hochladen          | Gaststätte „Park-Restaurant“                                                                                                  | Anger 4 (Karte)                  |           | |    |
| weitere Bilder Fotos hochladen          | Ehem. Pörzbierhalle – Intendanz des Theaters Rudolstadt/Bestandteil Denkmalensemble „Anger“                                   | Anger 11 (Karte)                 |           | |    |
| weitere Bilder Fotos hochladen          | Güntherbrunnen | Angerstraße (Karte)              |           | |    |
| weitere Bilder Fotos hochladen          | Wohn- und Geschäftshaus (Stadt-Apotheke)/Bestandteil Denkmalensemble „Kernstadt Rudolstadt“                                   | Anton-Sommer-Straße 1 (Karte)    |           | |    |
| weitere Bilder Fotos hochladen          | Wohnhaus/Bestandteil Denkmalensemble „Kernstadt Rudolstadt“                                                                   | Anton-Sommer-Straße 19 (Karte)   |           | |    |
| weitere Bilder Fotos hochladen          | Wohn- und Geschäftshaus/Bestandteil Denkmalensemble „Kernstadt Rudolstadt“                                                    | Anton-Sommer-Straße 21 (Karte)   |           | |    |
| weitere Bilder Fotos hochladen          | Wohn- und Geschäftshaus/Bestandteil Denkmalensemble „Kernstadt Rudolstadt“                                                    | Anton-Sommer-Straße 25 (Karte)   |           | |    |
| weitere Bilder Fotos hochladen          | Wohnhaus mit Seiten- und Rückgebäude / Gedenktafel für Bertold Sigismund / Bestandteil Denkmalensemble „Kernstadt Rudolstadt“ | Anton-Sommer-Straße 45 (Karte)   |           | |    |
| weitere Bilder Fotos hochladen          | Wohnhaus mit Seitengebäude/Bestandteil Denkmalensemble „Kernstadt Rudolstadt“                                                 | Anton-Sommer-Straße 51 (Karte)   |           | |    |
| weitere Bilder Fotos hochladen          | Verwaltungsgebäude (Polizeiinspektion)                                                                                        | August-Bebel-Straße 1a (Karte)   |           | |    |
| weitere Bilder Fotos hochladen          | Villa mit Saalanbau (Kunst- und Auktionshaus)                                                                                 | August-Bebel-Straße 4 (Karte)    |           | |    |
| weitere Bilder Fotos hochladen          | Wohnhaus (ehem. „Lengefeldsches Gartenhaus“)                                                                                  | August-Bebel-Straße 4a (Karte)   |           | |    |
| weitere Bilder Fotos hochladen          | Wohnhaus | August-Bebel-Straße 5/7 (Karte)  |           | |    |
| weitere Bilder Fotos hochladen          | Wohnhaus/Bestandteil Denkmalensemble „August-Bebel-Straße“                                                                    | August-Bebel-Straße 13 (Karte)   |           | |    |
| weitere Bilder Fotos hochladen          | Wohnhaus/Bestandteil Denkmalensemble „August-Bebel-Straße“                                                                    | August-Bebel-Straße 17 (Karte)   |           | |    |
| weitere Bilder Fotos hochladen          | Wohnhaus/Bestandteil Denkmalensemble „August-Bebel-Straße“                                                                    | August-Bebel-Straße 19 (Karte)   |           | |    |
| weitere Bilder Fotos hochladen          | Wohnhaus/Bestandteil Denkmalensemble „August-Bebel-Straße“                                                                    | August-Bebel-Straße 21 (Karte)   |           | |    |
| weitere Bilder Fotos hochladen          | Wohnhaus/Bestandteil Denkmalensemble „August-Bebel-Straße“                                                                    | August-Bebel-Straße 23 (Karte)   |           | |    |
| weitere Bilder Fotos hochladen          | Wohnhaus/Bestandteil Denkmalensemble „August-Bebel-Straße“                                                                    | August-Bebel-Straße 27 (Karte)   |           | |    |
| weitere Bilder Fotos hochladen          | Wohnhaus/Bestandteil Denkmalensemble „August-Bebel-Straße“                                                                    | August-Bebel-Straße 29 (Karte)   |           | |    |
| weitere Bilder Fotos hochladen          | Wohn- und Geschäftshaus/Bestandteil Denkmalensemble „August-Bebel-Straße“                                                     | August-Bebel-Straße 31 (Karte)   |           | |    |
| weitere Bilder Fotos hochladen          | Wohnhaus/Bestandteil Denkmalensemble „August-Bebel-Straße“                                                                    | August-Bebel-Straße 33 (Karte)   |           | |    |
| weitere Bilder Fotos hochladen          | Wohnhaus/Bestandteil Denkmalensemble „August-Bebel-Straße“                                                                    | August-Bebel-Straße 39 (Karte)   |           | |    |
| Fotos hochladen                         | Ehem. Kaserne – Regelschule „Friedrich Schiller“                                                                              | Bayreuther Platz 4 (Karte)       |           | |    |
| Fotos hochladen                         | Wohnhaus | Berthold-Rein-Straße 16 (Karte)  |           | |    |
| Fotos hochladen                         | Eisenbahnstationshaus/Bestandteil ehem. Fabrik Friedrich Adolf Richter & Co., Rudolstadt                                      | Breitscheidstraße 1e (Karte)     |           | |    |
| weitere Bilder Fotos hochladen          | Ludwigsburg (Landesrechnungshof)                                                                                              | Burgstraße 1 (Karte)             |           | Schloss Ludwigsburg erbaut zwischen 1734 und 1741 ist heute Sitz des Thüringer Landesrechnungshofes.                                    |    |
| weitere Bilder Fotos hochladen          | Wohn- und Geschäftshaus | Burgstraße 2 (Karte)             |           | |    |
| weitere Bilder Fotos hochladen          | Ehem. Amtsgericht | Burgstraße 3 (Karte)             |           | |    |
| Fotos hochladen                         | Berthold-Sigismund-Denkmal | Caspar-Schulte-Straße (Karte)    |           | |    |
| Fotos hochladen                         | Postamt und Einfriedung | Caspar-Schulte-Straße 1 (Karte)  |           | |    |
| Fotos hochladen                         | Katholische Kirche Mater dolorosa und Pfarrhaus                                                                               | Caspar-Schulte-Straße 1a (Karte) |           | |    |
| Fotos hochladen                         | Wohnhaus | Caspar-Schulte-Straße 5 (Karte)  |           | |    |
| Fotos hochladen                         | Wohnhaus | Caspar-Schulte-Straße 9 (Karte)  |           | |    |
| weitere Bilder Fotos hochladen          | Wohnhaus | Caspar-Schulte-Straße 10 (Karte) |           | |    |
| weitere Bilder Fotos hochladen          | Etagenmiethaus | Caspar-Schulte-Straße 19 (Karte) |           | |    |
| weitere Bilder Fotos hochladen          | Evangelische Kirche (Lutherkirche) mit Ausstattung, Grundstück und Einfriedung                                                | Caspar-Schulte-Straße 22 (Karte) |           | 1906 von Theodor Quentin errichtet |    |
| weitere Bilder Fotos hochladen          | Wohnhaus – Fratzenburg | Caspar-Schulte-Straße 35 (Karte) |           | |    |
| weitere Bilder Fotos hochladen          | Wohnhaus – Zwiebelburg | Caspar-Schulte-Straße 37 (Karte) |           | |    |

### Einzeldenkmale D–L
| Bild                           | Bezeichnung | Lage                                  | Datierung | Beschreibung | ID |
| ------------------------------ | --- | ------------------------------------- | --------- | --- | -- |
| BW                             | Debrahof | Debra (Karte)                         |           | Windrad |    |
| weitere Bilder Fotos hochladen | Mittelmühle | Debrastraße 3 (Karte)                 |           | |    |
| Fotos hochladen                | Wohnhaus | Dr.-Wilhelm-Külz-Straße 2a (Karte)    |           | |    |
| Fotos hochladen                | Wohnhaus | Dr.-Wilhelm-Külz-Straße 10 (Karte)    |           | |    |
| Fotos hochladen                | Wohnhaus | Dr.-Wilhelm-Külz-Straße 16 (Karte)    |           | |    |
| Fotos hochladen                | Wohnhaus mit Garten | Friedrich-Naumann-Straße 3 (Karte)    |           | |    |
| Fotos hochladen                | Ehem. Fabrikantenvilla mit Nebengebäude und Gartenanlage                                                                       | Friedrich-Naumann-Straße 4/4a (Karte) |           | |    |
| Fotos hochladen                | Wohnhaus mit Garten | Friedrich-Naumann-Straße 5 (Karte)    |           | |    |
| Fotos hochladen                | Wohnhaus mit Garten | Friedrich-Naumann-Straße 6 (Karte)    |           | |    |
| Fotos hochladen                | Wohnhaus | Friedrich-Naumann-Straße 7 (Karte)    |           | |    |
| Fotos hochladen                | Wohnhaus | Gebindstraße 6 (Karte)                |           | |    |
| Fotos hochladen                | Wohnhaus | Gebindstraße 8 (Karte)                |           | |    |
| Fotos hochladen                | Wohnhaus (ehem. Luftwaffenkasino)                                                                                              | Goethestraße 55 (Karte)               |           | |    |
| Fotos hochladen                | Sparkasse (ehem. Wohnhaus) | Große Allee 1 (Karte)                 |           | |    |
| weitere Bilder Fotos hochladen | Wohnhaus/Bestandteil Denkmalensemble „Kernstadt Rudolstadt“                                                                    | Große Allee 8 (Karte)                 |           | |    |
| weitere Bilder Fotos hochladen | Wohnhaus | Große Allee 9 (Karte)                 |           | |    |
| weitere Bilder Fotos hochladen | Villa Ketelhodt | Große Allee 11 (Karte)                |           | |    |
| weitere Bilder Fotos hochladen | Wohnhaus (ehem. Nebengebäude zu Nr. 11)                                                                                        | Große Allee 11a (Karte)               |           | |    |
| weitere Bilder Fotos hochladen | Wohnhaus/Bestandteil Denkmalensemble „Kernstadt Rudolstadt“                                                                    | Große Allee 22 (Karte)                |           | |    |
| weitere Bilder Fotos hochladen | Wohnhaus/Bestandteil Denkmalensemble „Kernstadt Rudolstadt“                                                                    | Große Badergasse 4 (Karte)            |           | |    |
| weitere Bilder Fotos hochladen | Portal/Bestandteil Denkmalensemble „Kernstadt Rudolstadt“                                                                      | Große Badergasse 16 (Karte)           |           | |    |
| weitere Bilder Fotos hochladen | Wohn- und Geschäftshaus/Bestandteil Denkmalensemble „Kernstadt Rudolstadt“                                                     | Große Badergasse 18 (Karte)           |           | |    |
| weitere Bilder Fotos hochladen | Ehrenmal des Rudolstädter Senioren Convents (RSC) einschließlich Außenanlage/Bestandteil Denkmalensemble „Heinrich-Heine-Park“ | Heinrich-Heine-Park (Karte)           |           | |    |
| Fotos hochladen                | Stadtmauer / Bestandteil Denkmalensemble „Kernstadt Rudolstadt“                                                                | Hinter der Mauer (Karte)              |           | |    |
| Fotos hochladen                | Laufbrunnen (zwischen Nr. 9 und 11)                                                                                            | Im Baumgarten (Karte)                 |           | |    |
| Fotos hochladen                | Urne und Löwengruppe | Im Baumgarten (Karte)                 |           | |    |
| Fotos hochladen                | Heimstätten-Siedlung, Im Baumgarten 2–14,16/An der Pörze 1,3 (Sachgesamtheit)                                                  | Im Baumgarten 2–14, 16 (Karte)        |           | |    |
| Fotos hochladen                | Bestandteil Sachgesamtheit Heimstätten-Siedlung, Im Baumgarten 2–14,16/An der Pörze 1,3                                        | Im Baumgarten 3/5 (Karte)             |           | |    |
| Fotos hochladen                | Bestandteil Sachgesamtheit Heimstätten-Siedlung, Im Baumgarten 2–14,16/An der Pörze 1,3                                        | Im Baumgarten 7/9 (Karte)             |           | |    |
| Fotos hochladen                | Bestandteil Sachgesamtheit Heimstätten-Siedlung, Im Baumgarten 2–14,16/An der Pörze 1,3                                        | Im Baumgarten 11/13 (Karte)           |           | |    |
| Fotos hochladen                | Glocke und Inschrift | Jenaische Straße 1 (Karte)            |           | |    |
| weitere Bilder Fotos hochladen | Wohnhaus/Bestandteil Denkmalensemble „Kernstadt Rudolstadt“                                                                    | Kirchgasse 1 (Karte)                  |           | |    |
| weitere Bilder Fotos hochladen | Wohnhaus/Bestandteil Denkmalensemble „Kernstadt Rudolstadt“                                                                    | Kirchgasse 1a (Karte)                 |           | |    |
| Fotos hochladen                | Wohnhaus/Bestandteil Denkmalensemble „Kernstadt Rudolstadt“                                                                    | Kirchgasse 10 (Karte)                 |           | |    |
| weitere Bilder Fotos hochladen | Wohnhaus/Bestandteil Denkmalensemble „Kernstadt Rudolstadt“                                                                    | Kirchgasse 12 (Karte)                 |           | |    |
| Fotos hochladen                | Wohnhaus mit Hofbebauung und Grundstück / Bestandteil Denkmalensemble „Kernstadt Rudolstadt“                                   | Kirchgasse 14 (Karte)                 |           | |    |
| Fotos hochladen                | Wohnhaus/Bestandteil Denkmalensemble „Kernstadt Rudolstadt“                                                                    | Kirchgasse 16 (Karte)                 |           | |    |
| weitere Bilder Fotos hochladen | Stadtkirche mit Ausstattung/Bestandteil Denkmalensemble „Kernstadt Rudolstadt“                                                 | Kirchhof (Karte)                      |           | Die Stadtkirche St. Andreas ist eine dreischiffige spätgotische Hallenkirche mit frühbarocker Innenausstattung. |    |
| weitere Bilder Fotos hochladen | Cumbacher Pfarrhaus/Bestandteil Denkmalensemble „Kernstadt Rudolstadt“                                                         | Kirchhof 1 (Karte)                    |           | |    |
| weitere Bilder Fotos hochladen | Wohn- und Verwaltungsgebäude/Bestandteil Denkmalensemble „Kernstadt Rudolstadt“                                                | Kirchhof 3 (Karte)                    |           | |    |
| weitere Bilder Fotos hochladen | Wohnhaus | Kleine Allee 9 (Karte)                |           | |    |
| Fotos hochladen                | Wohnhaus | Kleine Allee 13 (Karte)               |           | |    |
| weitere Bilder Fotos hochladen | Wohnhaus/Bestandteil Denkmalensemble „Kernstadt Rudolstadt“                                                                    | Kleine Badergasse 5 (Karte)           |           | |    |
| Fotos hochladen                | Wohnhaus | Klinghammerstraße 2 (Karte)           |           | |    |
| Fotos hochladen                | Nebengebäude „Friedrich-Schiller-Schule“                                                                                       | Klinghammerstraße 2b (Karte)          |           | |    |
| weitere Bilder Fotos hochladen | Wohnhaus | Klinghammerstraße 8 (Karte)           |           | |    |
| Fotos hochladen                | Wohnhaus | Kreuzstraße 1 (Karte)                 |           | |    |
| Fotos hochladen                | Wohnhaus | Kreuzstraße 5 (Karte)                 |           | |    |
| Fotos hochladen                | Wohnhaus | Kreuzstraße 7 (Karte)                 |           | |    |
| Fotos hochladen                | Wohnhaus | Kreuzstraße 14 (Karte)                |           | |    |
| Fotos hochladen                | Felsenkeller-Brunnen | Lengefeldstraße (Karte)               |           | |    |
| Fotos hochladen                | Stadtbad | Lengefeldstraße 1 (Karte)             |           | |    |
| Fotos hochladen                | „Heyßenhof“ (Wohnhaus) | Lengefeldstraße 1 (Karte)             |           | |    |
| weitere Bilder Fotos hochladen | Wohn- und Geschäftshaus | Ludwigstraße 48 (Karte)               |           | |    |
| Fotos hochladen                | Villa mit Einfriedung | Lutherstraße 14 (Karte)               |           | |    |

### Einzeldenkmale M–Sa
| Bild                           | Bezeichnung                                                                                             | Lage                                   | Datierung | Beschreibung | ID |
| ------------------------------ | --- | -------------------------------------- | --------- | --- | -- |
| Fotos hochladen                | Wohn- und Geschäftshaus/Bestandteil Denkmalensemble „Kernstadt Rudolstadt“                              | Mangelgasse 11 (Karte)                 |           | |    |
| Fotos hochladen                | Marktbrunnen/Bestandteil Denkmalensemble „Kernstadt Rudolstadt“                                         | Markt (Karte)                          |           | |    |
| Fotos hochladen                | Wohn- und Geschäftshaus/Bestandteil Denkmalensemble „Kernstadt Rudolstadt“                              | Markt 1 (Karte)                        |           | |    |
| Fotos hochladen                | Wohn- und Geschäftshaus/Bestandteil Denkmalensemble „Kernstadt Rudolstadt“                              | Markt 2 (Karte)                        |           | |    |
| weitere Bilder Fotos hochladen | Saal des Hotels „Zum Löwen“/Bestandteil Denkmalensemble „Kernstadt Rudolstadt“                          | Markt 5 (Karte)                        |           | |    |
| weitere Bilder Fotos hochladen | Neues Rathaus/Bestandteil Denkmalensemble „Kernstadt Rudolstadt“                                        | Markt 7 (Karte)                        |           | |    |
| Fotos hochladen                | Keller ehem. Wohn- und Geschäftshaus/Bestandteil Denkmalensemble „Kernstadt Rudolstadt“                 | Markt 8 (Karte)                        |           | |    |
| Fotos hochladen                | Wohn- und Geschäftshaus („Tuchmacherhaus“)/Bestandteil Denkmalensemble                                  | Markt 9 (Karte)                        |           | |    |
| Fotos hochladen                | Wohn- und Geschäftshaus mit Portal/Bestandteil Denkmalensemble „Kernstadt Rudolstadt“                   | Markt 14 (Karte)                       |           | |    |
| Fotos hochladen                | Gast- und Rasthaus „Adler“ mit Saalbau Mauerstraße 2/Bestandteil Denkmalensemble „Kernstadt Rudolstadt“ | Markt 17 (Karte)                       |           | |    |
| Fotos hochladen                | Wohn- und Geschäftshaus/Bestandteil Denkmalensemble „Kernstadt Rudolstadt“                              | Markt 18 (Karte)                       |           | |    |
| Fotos hochladen                | Wohnhaus/Bestandteil Denkmalensemble „Kernstadt Rudolstadt“                                             | Marktstraße 8 (Karte)                  |           | |    |
| Fotos hochladen                | Wohnhaus/Bestandteil Denkmalensemble „Kernstadt Rudolstadt“                                             | Marktstraße 15 (Karte)                 |           | |    |
| Fotos hochladen                | Portal/Bestandteil Denkmalensemble „Kernstadt Rudolstadt“                                               | Marktstraße 18 (Karte)                 |           | |    |
| Fotos hochladen                | Wohn- und Geschäftshaus/Bestandteil Denkmalensemble „Kernstadt Rudolstadt“                              | Marktstraße 30 (Karte)                 |           | |    |
| Fotos hochladen                | Wohn- und Geschäftshaus/Bestandteil Denkmalensemble „Kernstadt Rudolstadt“                              | Marktstraße 35 (Karte)                 |           | |    |
| Fotos hochladen                | Wohn- und Geschäftshaus/Bestandteil Denkmalensemble „Kernstadt Rudolstadt“                              | Marktstraße 45 (Karte)                 |           | |    |
| Fotos hochladen                | Wohn- und Geschäftshaus/Bestandteil Denkmalensemble „Kernstadt Rudolstadt“                              | Marktstraße 48 (Karte)                 |           | |    |
| weitere Bilder Fotos hochladen | Amtsgericht/Bestandteil Denkmalensemble „Kernstadt Rudolstadt“                                          | Marktstraße 54 (Karte)                 |           | Das Gerichtsgebäude wurde 1904/1905 nach Plänen des Architekten Alois Holtmeyer errichtet.                                                         |    |
| weitere Bilder Fotos hochladen | Brunnen am Amtsgericht/Bestandteil Denkmalensemble „Kernstadt Rudolstadt“                               | Marktstraße 54 (Karte)                 |           | |    |
| weitere Bilder Fotos hochladen | Haftanstalt                                                                                             | Marktstraße 56 (Karte)                 |           | |    |
| Fotos hochladen                | Wohn- und Geschäftshaus                                                                                 | Marktstraße 57 (Karte)                 |           | |    |
| Fotos hochladen                | Wohn- und Geschäftshaus/Bestandteil Denkmalensemble „Kernstadt Rudolstadt“                              | Marktstraße 58 (Karte)                 |           | |    |
| Fotos hochladen                | Wohn- und Geschäftshaus                                                                                 | Marktstraße 61 (Karte)                 |           | |    |
| Fotos hochladen                | Wohn- und Geschäftshaus                                                                                 | Marktstraße 63 (Karte)                 |           | |    |
| Fotos hochladen                | Wohnhaus                                                                                                | Marktstraße 64 (Karte)                 |           | |    |
| Fotos hochladen                | Wohn- und Geschäftshaus                                                                                 | Marktstraße 68 (Karte)                 |           | |    |
| Fotos hochladen                | Verwaltungsgebäude                                                                                      | Marktstraße 83 (Karte)                 |           | |    |
| Fotos hochladen                | Saal des Gasthauses „Zum Adler“/Bestandteil Denkmalensemble „Kernstadt Rudolstadt“                      | Mauerstraße (Karte)                    |           | |    |
| Fotos hochladen                | Wohn- und Gasthaus                                                                                      | Mauerstraße 15 (Karte)                 |           | |    |
| Fotos hochladen                | Wohn- und Geschäftshaus                                                                                 | Mauerstraße 19 (Karte)                 |           | |    |
| Fotos hochladen                | Ehem. Militärlazarett                                                                                   | Mörlaer Straße 2 (Karte)               |           | |    |
| Fotos hochladen                | Wohnhaus mit Garten und Einfriedung                                                                     | Mörlaer Straße 6 (Karte)               |           | |    |
| Fotos hochladen                | Villa „Feste Burg“ und Mausoleum                                                                        | Mörlaer Straße 8b (Karte)              |           | |    |
| Fotos hochladen                | Untermühle                                                                                              | Mühlgasse 17 (Karte)                   |           | |    |
| Fotos hochladen                | Wohnhaus/Bestandteil Denkmalensemble „Kernstadt Rudolstadt“                                             | Neumarkt 1 (Karte)                     |           | 1798 für Carl Gerd von Ketelhodt errichtetes Palais, von 1879 bis 1905 Sitz des Landgerichts, nach Sanierung seit 2019 Verwaltungsgebäude der RUWO |    |
| Fotos hochladen                | Wohnhaus/Bestandteil Denkmalensemble „Kernstadt Rudolstadt“                                             | Neumarkt 6 (Karte)                     |           | |    |
| weitere Bilder Fotos hochladen | Wohnhaus                                                                                                | Otto-Nuschke-Straße 2 (Karte)          |           | |    |
| Fotos hochladen                | Wohnhaus                                                                                                | Otto-Nuschke-Straße 7 (Karte)          |           | |    |
| Fotos hochladen                | Wohnhaus                                                                                                | Otto-Nuschke-Straße 12 (Karte)         |           | |    |
| weitere Bilder Fotos hochladen | Mahnmal für die Opfer des Faschismus                                                                    | Platz der Opfer des Faschismus (Karte) |           | |    |
| weitere Bilder Fotos hochladen | Vier-Dichter-Gedenkstein                                                                                | Platz der Opfer des Faschismus (Karte) |           | |    |
| Fotos hochladen                | Wohnhaus/Bestandteil Denkmalensemble „Alexander-Puschkin-Straße“                                        | Puschkinstraße 1 (Karte)               |           | |    |
| Fotos hochladen                | Wohnhaus/Bestandteil Denkmalensemble „Alexander-Puschkin-Straße“                                        | Puschkinstraße 4 (Karte)               |           | |    |
| Fotos hochladen                | Ehem. Villa (heute Gaststätte und Wohnhaus)/Bestandteil Denkmalensemble „Alexander-Puschkin-Straße“     | Puschkinstraße 7 (Karte)               |           | |    |
| Fotos hochladen                | Rathaus/Bestandteil Denkmalensemble „Kernstadt Rudolstadt“                                              | Ratsgasse 1 (Karte)                    |           | |    |
| Fotos hochladen                | Keller ehem. Wohn- und Geschäftshaus/Bestandteil Denkmalensemble „Kernstadt Rudolstadt“                 | Ratsgasse 2 (Karte)                    |           | |    |
| Fotos hochladen                | Wohnhaus/Bestandteil Denkmalensemble „Kernstadt Rudolstadt“                                             | Ratsgasse 3 (Karte)                    |           | |    |
| Fotos hochladen                | Wohnhaus/Bestandteil Denkmalensemble „Kernstadt Rudolstadt“                                             | Ratsgasse 4 (Karte)                    |           | |    |
| Fotos hochladen                | Wohn- und Geschäftshaus/Bestandteil Denkmalensemble „Kernstadt Rudolstadt“                              | Ratsgasse 5 (Karte)                    |           | |    |
| Fotos hochladen                | Wohnhaus/Bestandteil Denkmalensemble „Kernstadt Rudolstadt“                                             | Ratsgasse 7 (Karte)                    |           | |    |
| Fotos hochladen                | Wohn- und Geschäftshaus/Bestandteil Denkmalensemble „Kernstadt Rudolstadt“                              | Ratsgasse 8 (Karte)                    |           | |    |
| Fotos hochladen                | Portal                                                                                                  | Ratsgasse 10 (Karte)                   |           | |    |
| Fotos hochladen                | Wohnhaus mit Garten                                                                                     | Richard-Wagner-Straße 1 (Karte)        |           | |    |
| weitere Bilder Fotos hochladen | Wohnhaus/Bestandteil Denkmalensemble „Kernstadt Rudolstadt“                                             | Saalgasse 2 (Karte)                    |           | |    |
| weitere Bilder Fotos hochladen | Wohnhaus/Bestandteil Denkmalensemble „Kernstadt Rudolstadt“                                             | Saalgasse 3 (Karte)                    |           | |    |
| weitere Bilder Fotos hochladen | Wohnhaus/Bestandteil Denkmalensemble „Kernstadt Rudolstadt“                                             | Saalgasse 4 (Karte)                    |           | |    |

### Einzeldenkmale Sch–W
| Bild                           | Bezeichnung | Lage                                  | Datierung | Beschreibung                                                                             | ID |
| ------------------------------ | --- | ------------------------------------- | --------- | ---------------------------------------------------------------------------------------- | -- |
| weitere Bilder Fotos hochladen | Wohnhaus/Bestandteil Denkmalensemble „Kernstadt Rudolstadt“ | Schillerstraße 4 (Karte)              |           |                                                                                          |    |
| weitere Bilder Fotos hochladen | Wohnhaus/Bestandteil Denkmalensemble „Kernstadt Rudolstadt“ | Schillerstraße 10 (Karte)             |           |                                                                                          |    |
| Fotos hochladen                | Wohnhaus/Bestandteil Denkmalensemble „Kernstadt Rudolstadt“ | Schillerstraße 21 (Karte)             |           |                                                                                          |    |
| Fotos hochladen                | Wohnhaus/Bestandteil Denkmalensemble „Kernstadt Rudolstadt“ | Schillerstraße 22 (Karte)             |           |                                                                                          |    |
| weitere Bilder Fotos hochladen | Wohnhaus mit Garten und Teehaus/Bestandteil Denkmalensemble „Kernstadt Rudolstadt“ | Schillerstraße 25 (Karte)             |           | Das Museum Schillerhaus ist der Ort des ersten Zusammentreffens von Goethe und Schiller. |    |
| Fotos hochladen                | Wohnhaus/Bestandteil Denkmalensemble „Kernstadt Rudolstadt“ | Schillerstraße 27 (Karte)             |           |                                                                                          |    |
| Fotos hochladen                | Wohnhaus/Bestandteil Denkmalensemble „Kernstadt Rudolstadt“ | Schillerstraße 29 (Karte)             |           |                                                                                          |    |
| Fotos hochladen                | Wohnhaus/Bestandteil Denkmalensemble „Kernstadt Rudolstadt“ | Schillerstraße 30 (Karte)             |           |                                                                                          |    |
| Fotos hochladen                | Wohnhaus/Bestandteil Denkmalensemble „Kernstadt Rudolstadt“ | Schillerstraße 31 (Karte)             |           |                                                                                          |    |
| Fotos hochladen                | Wohnhaus/Bestandteil Denkmalensemble „Kernstadt Rudolstadt“ | Schillerstraße 36 (Karte)             |           |                                                                                          |    |
| Fotos hochladen                | Wohnhaus/Bestandteil Denkmalensemble „Kernstadt Rudolstadt“ | Schillerstraße 37 (Karte)             |           |                                                                                          |    |
| weitere Bilder Fotos hochladen | Wohn- und Geschäftshaus/Bestandteil Denkmalensemble „Kernstadt Rudolstadt“ | Schillerstraße 41 (Karte)             |           |                                                                                          |    |
| Fotos hochladen                | Wohnhaus | Schillingstraße 7 (Karte)             |           |                                                                                          |    |
| Fotos hochladen                | Laufbrunnen/Bestandteil Denkmalensemble „Kernstadt Rudolstadt“ | Schloßaufgang I (Karte)               |           |                                                                                          |    |
| Fotos hochladen                | Wohnhaus/Bestandteil Denkmalensemble „Kernstadt Rudolstadt“ | Schloßaufgang I 2 (Karte)             |           |                                                                                          |    |
| Fotos hochladen                | Laufbrunnen/Bestandteil Denkmalensemble „Kernstadt Rudolstadt“ | Schloßaufgang II (Karte)              |           |                                                                                          |    |
| Fotos hochladen                | Wohnhaus/Bestandteil Denkmalensemble „Kernstadt Rudolstadt“ | Schloßaufgang II 5 (Karte)            |           |                                                                                          |    |
| Fotos hochladen                | Wohnhaus/Bestandteil Denkmalensemble „Kernstadt Rudolstadt“ | Schloßaufgang II 6 (Karte)            |           |                                                                                          |    |
| weitere Bilder Fotos hochladen | Wohnhaus/Bestandteil Denkmalensemble „Kernstadt Rudolstadt“ | Schloßaufgang II 7 (Karte)            |           |                                                                                          |    |
| weitere Bilder Fotos hochladen | Wohnhaus/Bestandteil Denkmalensemble „Kernstadt Rudolstadt“ | Schloßaufgang IV 3 (Karte)            |           |                                                                                          |    |
| weitere Bilder Fotos hochladen | Wohnhaus/Bestandteil Denkmalensemble „Kernstadt Rudolstadt“ | Schloßaufgang IV 5 (Karte)            |           |                                                                                          |    |
| Fotos hochladen                | Wohnhaus/Bestandteil Denkmalensemble „Kernstadt Rudolstadt“ | Schloßaufgang V 2 (Karte)             |           |                                                                                          |    |
| Fotos hochladen                | Laufbrunnen/Bestandteil Denkmalensemble „Kernstadt Rudolstadt“ | Schloßaufgang VI (Karte)              |           |                                                                                          |    |
| weitere Bilder Fotos hochladen | Wohnhaus/Bestandteil Denkmalensemble „Kernstadt Rudolstadt“ | Schloßaufgang VI 1 (Karte)            |           |                                                                                          |    |
| Fotos hochladen                | Wohnhaus/Bestandteil Denkmalensemble „Kernstadt Rudolstadt“ | Schloßaufgang VI 4 (Karte)            |           |                                                                                          |    |
| weitere Bilder Fotos hochladen | Heidecksburg – Schloss und Park, Laufbrunnen, Reithalle, Horentempel, Schallhaus, Kanonenhäuschen, Schlosscafé, Schlossterrasse | Schloßbezirk 1–5 (Karte)              |           |                                                                                          |    |
| Fotos hochladen                | Wohnhaus – ehem. Kutschenremisen des Schlosses Heidecksburg | Schloßbezirk 6a–c (Karte)             |           |                                                                                          |    |
| Fotos hochladen                | Jägerhof | Schloßbezirk 7–9 (Karte)              |           |                                                                                          |    |
| Fotos hochladen                | Wohnhaus (ehem. Röhrenhaus) | Schloßbezirk 10 (Karte)               |           |                                                                                          |    |
| Fotos hochladen                | Wasserwerk | Schloßstraße (Karte)                  |           |                                                                                          |    |
| Fotos hochladen                | Wohnhaus | Schloßstraße 13 (Karte)               |           |                                                                                          |    |
| Fotos hochladen                | Wohnhaus | Schloßstraße 15 (Karte)               |           |                                                                                          |    |
| Fotos hochladen                | Wohnhaus mit Garten und Einfriedung | Schloßstraße 17 (Karte)               |           |                                                                                          |    |
| Fotos hochladen                | Wohnhaus | Schloßstraße 23 (Karte)               |           |                                                                                          |    |
| Fotos hochladen                | Wohnhaus | Schloßstraße 25 (Karte)               |           |                                                                                          |    |
| Fotos hochladen                | Villa Montana mit Grundstück und Einfriedung | Schloßstraße 35 (Karte)               |           |                                                                                          |    |
| weitere Bilder Fotos hochladen | Wohn- und Geschäftshaus/Bestandteil Denkmalensemble „Kernstadt Rudolstadt“ | Schulplatz 8 (Karte)                  |           |                                                                                          |    |
| Fotos hochladen                | Wohnhaus/Bestandteil Denkmalensemble „Kernstadt Rudolstadt“ | Schulplatz 10 (Karte)                 |           |                                                                                          |    |
| weitere Bilder Fotos hochladen | Stadtbibliothek/Bestandteil Denkmalensemble „Kernstadt Rudolstadt“ | Schulplatz 13 (Karte)                 |           |                                                                                          |    |
| weitere Bilder Fotos hochladen | Amtsgebäude (Landratsamt) | Schwarzburger Chaussee 12 (Karte)     |           | Eingeweiht 1903 als Ministerialgebäude nach Plänen von Adolf Hartung                     |    |
| Fotos hochladen                | Wohnhaus, Gartenhaus und Gartengrundstück mit Einfriedung | Schwarzburger Chaussee 31 (Karte)     |           |                                                                                          |    |
| Fotos hochladen                | Fabrikgebäude / Bestandteil ehem. Fabrik Friedrich Adolf Richter & Co., Rudolstadt (Anker-Steinbaukästen-Produktion) | Schwarzburger Chaussee 59/61 (Karte)  |           |                                                                                          |    |
| Fotos hochladen                | Wohn- und Geschäftshaus mit Werkstattgebäude | Schwarzburger Chaussee 72 (Karte)     |           |                                                                                          |    |
| weitere Bilder Fotos hochladen | Richtersche Villa, Park und Einfriedung | Schwarzburger Chaussee 74 (Karte)     |           | Erbaut 1886 von Friedrich Adolf Richter.                                                 |    |
| Fotos hochladen                | Teil des ehem. Fabrikhofs / Bestandteil ehem. Fabrik Friedrich Adolf Richter & Co., Rudolstadt | Schwarzburger Chaussee 76–82 (Karte)  |           |                                                                                          |    |
| Fotos hochladen                | Ehem. Kessel- und Maschinenhaus / Bestandteil ehem. Fabrik Friedrich Adolf Richter & Co., Rudolstadt | Schwarzburger Chaussee 76a (Karte)    |           |                                                                                          |    |
| Fotos hochladen                | Kontorhaus / Bestandteil ehem. Fabrik Friedrich Adolf Richter & Co., Rudolstadt | Schwarzburger Chaussee 78 (Karte)     |           |                                                                                          |    |
| Fotos hochladen                | Fabrikgebäude II / Bestandteil ehem. Fabrik Friedrich Adolf Richter & Co., Rudolstadt | Schwarzburger Chaussee 80 (Karte)     |           |                                                                                          |    |
| Fotos hochladen                | Fabrikgebäude I / Bestandteil ehem. Fabrik Friedrich Adolf Richter & Co., Rudolstadt | Schwarzburger Chaussee 82 (Karte)     |           |                                                                                          |    |
| Fotos hochladen                | Altes Rathaus – Nebengebäude/Bestandteil Denkmalensemble „Kernstadt Rudolstadt“ | Stiftsgasse 2 (Karte)                 |           |                                                                                          |    |
| weitere Bilder Fotos hochladen | Altes Rathaus | Stiftsgasse 2 (Karte)                 |           |                                                                                          |    |
| weitere Bilder Fotos hochladen | Wohn- und Geschäftshaus/Bestandteil Denkmalensemble „Kernstadt Rudolstadt“ | Stiftsgasse 4 (Karte)                 |           |                                                                                          |    |
| weitere Bilder Fotos hochladen | Wohnhaus/Bestandteil Denkmalensemble „Kernstadt Rudolstadt“ | Stiftsgasse 13 (Karte)                |           |                                                                                          |    |
| weitere Bilder Fotos hochladen | Bernhardinenstift (Handwerkerhof)/Bestandteil Denkmalensemble „Kernstadt Rudolstadt“ | Stiftsgasse 21 (Karte)                |           |                                                                                          |    |
| weitere Bilder Fotos hochladen | Geschäftshaus/Bestandteil Denkmalensemble „Kernstadt Rudolstadt“ | Stiftsgasse 23 (Karte)                |           |                                                                                          |    |
| weitere Bilder Fotos hochladen | Wohnhaus/Bestandteil Denkmalensemble „Kernstadt Rudolstadt“ | Stiftsgasse 32 (Karte)                |           |                                                                                          |    |
| weitere Bilder Fotos hochladen | Wohnhaus/Bestandteil Denkmalensemble „Kernstadt Rudolstadt“ | Stiftsgasse 34 (Karte)                |           |                                                                                          |    |
| weitere Bilder Fotos hochladen | Wohnhaus und Nebengebäude/Bestandteil Denkmalensemble „Kernstadt Rudolstadt“ | Stiftsgasse 36 (Karte)                |           |                                                                                          |    |
| weitere Bilder Fotos hochladen | Wohnhaus/Bestandteil Denkmalensemble „Kernstadt Rudolstadt“ | Stiftsgasse 40 (Karte)                |           |                                                                                          |    |
| weitere Bilder Fotos hochladen | Wohnhaus/Bestandteil Denkmalensemble „Kernstadt Rudolstadt“ | Stiftsgasse 42 (Karte)                |           |                                                                                          |    |
| Fotos hochladen                | ehem. Brauhaus/Bestandteil Denkmalensemble „Kernstadt Rudolstadt“ | Strumpfgasse 21 (Karte)               |           |                                                                                          |    |
| weitere Bilder Fotos hochladen | Palmenhaus (Torhaus) / Bestandteil ehem. Fabrik Friedrich Adolf Richter & Co., Rudolstadt | Theodor-Neubauer-Straße 31 (Karte)    |           |                                                                                          |    |
| Fotos hochladen                | Druckerei / Bestandteil ehem. Fabrik Friedrich Adolf Richter & Co., Rudolstadt | Theodor-Neubauer-Straße 33 (Karte)    |           |                                                                                          |    |
| Fotos hochladen                | Wohnhaus mit Nebengebäude / Bestandteil ehem. Fabrik Friedrich Adolf Richter & Co., Rudolstadt | Theodor-Neubauer-Straße 35 (Karte)    |           |                                                                                          |    |
| BW                             | Tischlerei / Bestandteil ehem. Fabrik Friedrich Adolf Richter & Co., Rudolstadt | Theodor-Neubauer-Straße 37 (Karte)    |           |                                                                                          |    |
| BW                             | Kartonagengebäude / Bestandteil ehem. Fabrik Friedrich Adolf Richter & Co., Rudolstadt | Theodor-Neubauer-Straße 39 (Karte)    |           |                                                                                          |    |
| weitere Bilder Fotos hochladen | Wohnhaus mit Gartenanlage | Unterm Hain 12 (Karte)                |           |                                                                                          |    |
| Fotos hochladen                | Wohnhaus mit Gartenanlage | Unterm Hain 13 (Karte)                |           |                                                                                          |    |
| weitere Bilder Fotos hochladen | Wohn- und Geschäftshaus/Bestandteil Denkmalensemble „Kernstadt Rudolstadt“ | Vorwerksgasse 2 (Karte)               |           |                                                                                          |    |
| weitere Bilder Fotos hochladen | Wohn- und Geschäftshaus/Bestandteil Denkmalensemble „Kernstadt Rudolstadt“ | Vorwerksgasse 4 (Karte)               |           |                                                                                          |    |
| weitere Bilder Fotos hochladen | Wohn- und Geschäftshaus/Bestandteil Denkmalensemble „Kernstadt Rudolstadt“ | Vorwerksgasse 13 (Karte)              |           |                                                                                          |    |
| Fotos hochladen                | Nordfriedhof: Feierhalle | Weimarische Straße (Karte)            |           |                                                                                          |    |
| Fotos hochladen                | Nordfriedhof: Grabstein Anton Sommer | Weimarische Straße (Karte)            |           |                                                                                          |    |
| Fotos hochladen                | Nordfriedhof: Ehrenfriedhof für 82 ehem. sowj. Zwangsarbeiter | Weimarische Straße (Karte)            |           |                                                                                          |    |
| Fotos hochladen                | 3 Gebäude der ehem. Porzellanfabrik Schäfer & Vater, Rudolstadt: Haus 2 (ursprünglich Produktions- und Wohngebäude/mit Fabrikantenwohnung), Haus 6 (ursprünglich Produktionsgebäude/mit Werksuhr und zugehöriger Glocke), Haus 12 (ursprünglich mit Kontor, Musterzimmer und Mietwohnungen) | Weimarische Straße 10 und 10a (Karte) |           |                                                                                          |    |
| Fotos hochladen                | Gymnasium | Weinbergstraße 1a (Karte)             |           |                                                                                          |    |
| Fotos hochladen                | Wohnhaus | Weinbergstraße 2a (Karte)             |           |                                                                                          |    |
| Fotos hochladen                | Wohnhaus einschließlich Seiten- und Rückgebäude, Garten und Hofraum | Weinbergstraße 6 (Karte)              |           |                                                                                          |    |
| Fotos hochladen                | Wohnhaus mit Nebengebäude | Weinbergstraße 10 (Karte)             |           |                                                                                          |    |
| Fotos hochladen                | Wohnhaus und Gartenanlage | Weinbergstraße 12 (Karte)             |           |                                                                                          |    |
| Fotos hochladen                | Villa mit Grundstück und Einfriedung (Sachgesamtheit) | Weinbergstraße 14 (Karte)             |           |                                                                                          |    |
| Fotos hochladen                | Wohnhaus | Weinbergstraße 22 (Karte)             |           |                                                                                          |    |

## Ammelstädt
Einzeldenkmale

| Bild            | Bezeichnung               | Lage                             | Datierung | Beschreibung | ID |
| --------------- | ------------------------- | -------------------------------- | --------- | ------------ | -- |
| Fotos hochladen | Gasthof mit Nebengebäuden | Ammelstädt, Ammelstädt 1 (Karte) |           |              |    |

## Breitenheerda
Einzeldenkmale

| Bild                           | Bezeichnung            | Lage                                           | Datierung | Beschreibung | ID |
| ------------------------------ | ---------------------- | ---------------------------------------------- | --------- | --- | -- |
| weitere Bilder Fotos hochladen | Kirche mit Ausstattung | Breitenheerda (Karte)                          | 1895–1897 | Die Breitenheerdaer Dorfkirche wurde Ende des 19. Jahrhunderts auf den Grundmauern eines Vorgängerbaus im neugotischen Stil errichtet. |    |
| Fotos hochladen                | Gehöft                 | Breitenheerda, Am Nußbaum 1 (Karte)            |           | |    |
| Fotos hochladen                | Gehöft                 | Breitenheerda, Kranichfelder Straße 25 (Karte) |           | |    |
| Fotos hochladen                | Gehöft                 | Breitenheerda, Kranichfelder Straße 31 (Karte) |           | |    |
| Fotos hochladen                | Jagdschloss Tännich    | Breitenheerda, Tännich 1 (Karte)               |           | Das Schloss in Tännich wurde vom Besitzer Anfang des 20. Jahrhunderts veräußert und hatte seitdem eine wechselvolle Geschichte.        |    |

## Cumbach
Einzeldenkmale

| Bild                           | Bezeichnung                                                 | Lage                     | Datierung | Beschreibung                           | ID |
| ------------------------------ | ----------------------------------------------------------- | ------------------------ | --------- | -------------------------------------- | -- |
| weitere Bilder Fotos hochladen | Marienturm und Becker-Mausoleum                             | Marienturm 1 (Karte)     |           |                                        |    |
| Fotos hochladen                | Torfahrt und Grundstücksmauer (ehem. Edelhof)               | Am Brauhaus (Karte)      |           |                                        |    |
| BW                             | Gaststätte und Saalbau „St. Hubertus“                       | Am Brauhaus 1 (Karte)    |           |                                        |    |
| weitere Bilder Fotos hochladen | Bauernhaus und Hoftor                                       | Am Gänsebach 39 (Karte)  |           |                                        |    |
| Fotos hochladen                | Gehöft                                                      | Am Gänsebach 41 (Karte)  |           |                                        |    |
| Fotos hochladen                | Scheune                                                     | Am Gänsebach 42 (Karte)  |           |                                        |    |
| Fotos hochladen                | Orangerie mit Toranlage, Natursteinmauer und ehem. Teehaus  | Am Plan 2 (Karte)        |           | Reste des ehemaligen Schlosses Cumbach |    |
| Fotos hochladen                | Ehem. Teehaus                                               | An der Lehmgrube (Karte) |           |                                        |    |
| Fotos hochladen                | Hauptgebäude der Landespolizeischule Thüringen (Gebäude 11) | Cottastraße 41 (Karte)   |           |                                        |    |
| Fotos hochladen                | Gehöft                                                      | Kirchweg 1 (Karte)       |           |                                        |    |
| Fotos hochladen                | Scheune                                                     | Kirchweg 2 (Karte)       |           |                                        |    |
| Fotos hochladen                | Kirche mit Ausstattung und Kirchhof                         | Querweg (Karte)          |           |                                        |    |

## Eichfeld
Einzeldenkmale

| Bild                           | Bezeichnung                         | Lage                     | Datierung | Beschreibung | ID |
| ------------------------------ | ----------------------------------- | ------------------------ | --------- | ------------ | -- |
| Fotos hochladen                | Scheune                             | Am Teich 4 (Karte)       |           |              |    |
| Fotos hochladen                | Gehöft                              | Am Teich 8 (Karte)       |           |              |    |
| Fotos hochladen                | Gehöft                              | Am Teich 6 (Karte)       |           |              |    |
| Fotos hochladen                | Gehöft                              | Dorfplatz 2 (Karte)      |           |              |    |
| Fotos hochladen                | Hofanlage                           | Hauptstraße 12 (Karte)   |           |              |    |
| Fotos hochladen                | Wohnhaus                            | Hauptstraße 32 (Karte)   |           |              |    |
| Fotos hochladen                | Wohnhaus                            | Hauptstraße 34 (Karte)   |           |              |    |
| weitere Bilder Fotos hochladen | Dorfschmiede                        | Zum Schmelitz 1 (Karte)  |           |              |    |
| Fotos hochladen                | Gehöft                              | Zum Schmelitz 8 (Karte)  |           |              |    |
| weitere Bilder Fotos hochladen | Glockenhaus                         | Zum Schmelitz 43 (Karte) |           |              |    |
| weitere Bilder Fotos hochladen | Kirche mit Ausstattung und Kirchhof | Zum Schmelitz 44 (Karte) |           |              |    |

## Eschdorf
Einzeldenkmale

| Bild                           | Bezeichnung         | Lage                         | Datierung | Beschreibung                                                                                               | ID |
| ------------------------------ | ------------------- | ---------------------------- | --------- | --- | -- |
| weitere Bilder Fotos hochladen | Unser lieben Frauen | Eschdorf (Karte)             |           | Die Eschdorfer Kirche wurde 1860/61 an gleicher Stelle eines baufällig gewordenen Vorgängerbaus errichtet. |    |
| Fotos hochladen                | Gehöft              | Eschdorf, Eschdorf 2 (Karte) |           | |    |

## Geitersdorf
Einzeldenkmale

| Bild                           | Bezeichnung            | Lage                | Datierung | Beschreibung | ID |
| ------------------------------ | ---------------------- | ------------------- | --------- | ------------ | -- |
| weitere Bilder Fotos hochladen | Kirche mit Ausstattung | Geitersdorf (Karte) |           |              |    |

## Groschwitz
Einzeldenkmale

| Bild            | Bezeichnung  | Lage                 | Datierung | Beschreibung | ID |
| --------------- | ------------ | -------------------- | --------- | ------------ | -- |
| Fotos hochladen | Ehem. Domäne | Groschwitz 1 (Karte) |           |              |    |

## Haufeld
Einzeldenkmale

| Bild                           | Bezeichnung            | Lage                        | Datierung           | Beschreibung | ID |
| ------------------------------ | ---------------------- | --------------------------- | ------------------- | --- | -- |
| weitere Bilder Fotos hochladen | Kirche mit Ausstattung | Haufeld, Haufeld 12 (Karte) | 10./11. Jahrhundert | Die Haufelder Dorfkirche St. Christophorus hat einen mittigen Kirchturm, der 1762 seine jetzige Form erhielt. Die ursprüngliche Kirche wurde im 10./11. Jahrhundert als Wehrkirche errichtet. |    |
| Fotos hochladen                | Gehöft                 | Haufeld, Haufeld 13 (Karte) |                     | |    |
| Fotos hochladen                | Gehöft                 | Haufeld, Haufeld 14 (Karte) |                     | |    |
| Fotos hochladen                | Gehöft                 | Haufeld, Haufeld 27 (Karte) |                     | |    |
| Fotos hochladen                | Gehöft                 | Haufeld, Haufeld 29 (Karte) |                     | |    |
| Fotos hochladen                | Gehöft                 | Haufeld, Haufeld 30 (Karte) |                     | |    |
| Fotos hochladen                | Gehöft                 | Haufeld, Haufeld 32 (Karte) |                     | |    |

## Heilsberg
Einzeldenkmale

| Bild                           | Bezeichnung            | Lage                                   | Datierung | Beschreibung                                                                                 | ID |
| ------------------------------ | ---------------------- | -------------------------------------- | --------- | -------------------------------------------------------------------------------------------- | -- |
| weitere Bilder Fotos hochladen | Kirche mit Ausstattung | Heilsberg (Karte)                      | vor 1718  | Der Turm der evangelischen Dorfkirche St. Bonifatius wurde 1718 erneuert, das Langhaus 1764. |    |
| Fotos hochladen                | Wohnstallhaus          | Heilsberg, Am Dorfplatz 7 (Karte)      |           |                                                                                              |    |
| Fotos hochladen                | Gehöft                 | Heilsberg, Borngasse 1 (Karte)         |           |                                                                                              |    |
| Fotos hochladen                | Heilsberger Mühle      | Heilsberg, Heilsberger Mühle 1 (Karte) |           |                                                                                              |    |
| Fotos hochladen                | Ehem. Gut              | Heilsberg, Milbitzer Straße 2 (Karte)  |           |                                                                                              |    |
| Fotos hochladen                | Gehöft                 | Heilsberg, Milbitzer Straße 12 (Karte) |           |                                                                                              |    |

## Keilhau
Einzeldenkmale

| Bild                                    | Bezeichnung | Lage                                               | Datierung | Beschreibung | ID |
| --------------------------------------- | --- | -------------------------------------------------- | --------- | --- | -- |
| Fotos hochladen                         | Histor. Friedhof | Nördlich des Dorfes am Waldrand (Karte)            |           | |    |
| Fotos hochladen                         | Baropturm | Muschelkalkhang nordöstlich von Großgölitz (Karte) |           | |    |
| Fotos hochladen                         | Villa | Albert-Gerst-Straße 1 (Karte)                      |           | |    |
| Fotos hochladen                         | Villa | Albert-Gerst-Straße 7 (Karte)                      |           | |    |
| weitere Bilder Fotos hochladen          | Kirche mit Ausstattung und Kirchhof | Albert-Gerst-Straße 8 (Karte)                      |           | |    |
| Direkt Bild zu diesem Denkmal hochladen | Gehöft | Albert-Gerst-Straße 9                              |           | Es ist fraglich, ob dieses Kulturdenkmal noch existiert, die zuständige UDSB SLF wurde schriftlich und mündlich angefragt, gibt aber keine Auskunft.                 |    |
| Fotos hochladen                         | Gedenkstein an Middendorf, Fröbel und Langethal                                                                                                | Am Kolm (Karte)                                    |           | |    |
| Fotos hochladen                         | Fröbel-Denkmal/Bestandteil Sachgesamtheit Fröbelschule (ehem. Allgemeine Deutsche Erziehungsanstalt)                                           | Robert-Birkner-Straße (Karte)                      |           | |    |
| Direkt Bild zu diesem Denkmal hochladen | Barop-Denkmal (1881) – südlich des Speisesaales/Bestandteil Sachgesamtheit Fröbelschule (ehem. Allgemeine Deutsche Erziehungsanstalt)          | Robert-Birkner-Straße                              |           | Es ist fraglich, ob dieses Kulturdenkmal noch existiert, die Fröbelschule, wie auch die zuständige UDSB SLF wurden schriftlich angefragt, geben aber keine Auskunft. |    |
| Fotos hochladen                         | Barop-Denkmal (1912) – westlich des Speisesaales/Bestandteil Sachgesamtheit Fröbelschule (ehem. Allgemeine Deutsche Erziehungsanstalt)         | Robert-Birkner-Straße (Karte)                      |           | |    |
| Fotos hochladen                         | Wächter-Brunnen (1927) – zwischen Unter- und Oberhaus/Bestandteil Sachgesamtheit Fröbelschule (ehem. Allgemeine Deutsche Erziehungsanstalt)    | Robert-Birkner-Straße (Karte)                      |           | |    |
| Fotos hochladen                         | Zur Fröbelschule gehörige Wege, Freiflächen und Pflanzen/Bestandteil Sachgesamtheit Fröbelschule (ehem. Allgemeine Deutsche Erziehungsanstalt) | Robert-Birkner-Straße (Karte)                      |           | |    |
| Fotos hochladen                         | Wohnhaus | Robert-Birkner-Straße 1 (Karte)                    |           | |    |
| Fotos hochladen                         | Wohnhaus (Kindergarten) | Robert-Birkner-Straße 2 (Karte)                    |           | |    |
| Fotos hochladen                         | Hofanlage | Robert-Birkner-Straße 4 (Karte)                    |           | |    |
| Fotos hochladen                         | Kleingehöft | Robert-Birkner-Straße 6 (Karte)                    |           | |    |
| Fotos hochladen                         | Wohnhaus mit Scheune | Robert-Birkner-Straße 15 (Karte)                   |           | |    |
| Direkt Bild zu diesem Denkmal hochladen | Sog. Rotes Haus/Bestandteil Sachgesamtheit Fröbelschule (ehem. Allgemeine Deutsche Erziehungsanstalt)                                          | Robert-Birkner-Straße 17                           |           | Es ist fraglich, ob dieses Kulturdenkmal noch existiert, die Fröbelschule, wie auch die zuständige UDSB SLF wurden schriftlich angefragt, geben aber keine Auskunft. |    |
| Fotos hochladen                         | Turnhalle/Bestandteil Sachgesamtheit Fröbelschule (ehem. Allgemeine Deutsche Erziehungsanstalt)                                                | Robert-Birkner-Straße 19 (Karte)                   |           | |    |
| Fotos hochladen                         | Sog. Oberhaus mit Speisesaal/Bestandteil Sachgesamtheit Fröbelschule (ehem. Allgemeine Deutsche Erziehungsanstalt)                             | Robert-Birkner-Straße 21 (Karte)                   |           | |    |
| Fotos hochladen                         | Neue Schule/Bestandteil Sachgesamtheit Fröbelschule (ehem. Allgemeine Deutsche Erziehungsanstalt)                                              | Robert-Birkner-Straße 23 (Karte)                   |           | |    |
| Fotos hochladen                         | Alte Schule, sog. Unterhaus/Bestandteil Sachgesamtheit Fröbelschule (ehem. Allgemeine Deutsche Erziehungsanstalt)                              | Robert-Birkner-Straße 25 (Karte)                   |           | |    |

## Lichstedt
Einzeldenkmale

| Bild                           | Bezeichnung                                              | Lage                                            | Datierung | Beschreibung                        | ID |
| ------------------------------ | -------------------------------------------------------- | ----------------------------------------------- | --------- | ----------------------------------- | -- |
| weitere Bilder Fotos hochladen | Am Dorfanger                                             | (Karte)                                         |           | Kirche mit Ausstattung und Kirchhof |    |
| Fotos hochladen                | Musensitz (Relikt der ehem. Ketelhodt’schen Parkanlagen) | Nördlich des Dorfes an der Herrenstraße (Karte) |           |                                     |    |
| Fotos hochladen                | Grabstätte für drei Buchenwaldhäftlinge                  | Kirchhof (Karte)                                |           |                                     |    |
| Fotos hochladen                | Gehöft/Sachteil Wohnhaus                                 | Lichstedt 6 (Karte)                             |           |                                     |    |
| Fotos hochladen                | Gehöft                                                   | Lichstedt 17 (Karte)                            |           |                                     |    |
| Fotos hochladen                | Gehöft                                                   | Lichstedt 19 (Karte)                            |           |                                     |    |

## Milbitz
Einzeldenkmale

| Bild                           | Bezeichnung                                         | Lage                                             | Datierung | Beschreibung                                                             | ID |
| ------------------------------ | --------------------------------------------------- | ------------------------------------------------ | --------- | ------------------------------------------------------------------------ | -- |
| Fotos hochladen                | Gartenhaus                                          | Milbitz, Hanglage am nördlichen Ortsrand (Karte) |           |                                                                          |    |
| weitere Bilder Fotos hochladen | Kirche mit Ausstattung und historischen Grabsteinen | Milbitz, Milbitz bei Teichel (Karte)             | 1696      | Die Milbitzer Kirche wurde 1696 an Stelle eines Vorgängerbaus errichtet. |    |
| Fotos hochladen                | Gehöft                                              | Milbitz, Milbitz bei Teichel 4 (Karte)           |           |                                                                          |    |
| Fotos hochladen                | Gehöft                                              | Milbitz, Milbitz bei Teichel 5 (Karte)           |           |                                                                          |    |
| Fotos hochladen                | Gehöft                                              | Milbitz, Milbitz bei Teichel 7 (Karte)           |           |                                                                          |    |
| Fotos hochladen                | Wohnhaus                                            | Milbitz, Milbitz bei Teichel 13 (Karte)          |           |                                                                          |    |
| Fotos hochladen                | Toranlage                                           | Milbitz, Milbitz bei Teichel 16 (Karte)          |           |                                                                          |    |
| Fotos hochladen                | Wohnhaus                                            | Milbitz, Milbitz bei Teichel 19 (Karte)          |           |                                                                          |    |

## Mörla
Einzeldenkmale

| Bild                           | Bezeichnung              | Lage             | Datierung | Beschreibung | ID |
| ------------------------------ | ------------------------ | ---------------- | --------- | ------------ | -- |
| weitere Bilder Fotos hochladen | Grabstätte Ernst Wollong | Friedhof (Karte) |           |              |    |
| weitere Bilder Fotos hochladen | Kirche mit Ausstattung   | Mörla (Karte)    |           |              |    |
| weitere Bilder Fotos hochladen | Gehöft                   | Mörla 2 (Karte)  |           |              |    |
| weitere Bilder Fotos hochladen | Gehöft                   | Mörla 11 (Karte) |           |              |    |
| weitere Bilder Fotos hochladen | Gehöft                   | Mörla 20 (Karte) |           |              |    |

## Oberpreilipp

### Denkmalensemble
| Bild            | Bezeichnung                                                 | Lage                      | Datierung | Beschreibung | ID |
| --------------- | ----------------------------------------------------------- | ------------------------- | --------- | ------------ | -- |
| Fotos hochladen | Denkmalensemble „Ortskern Oberpreilipp“ (Nr. 1–5 und 12–16) | Oberpreilipp 1–16 (Karte) |           |              |    |

### Einzeldenkmale
| Bild            | Bezeichnung                                                           | Lage                                      | Datierung | Beschreibung | ID |
| --------------- | --------------------------------------------------------------------- | ----------------------------------------- | --------- | ------------ | -- |
| Fotos hochladen | Kirche mit Ausstattung und Friedhof mit Terrassierung und Einfriedung | Hanglage am südöstlichen Ortsrand (Karte) |           |              |    |
| Fotos hochladen | Gehöft/Bestandteil Denkmalensemble „Ortskern Oberpreilipp“            | Oberpreilipp 4 (Karte)                    |           |              |    |
| Fotos hochladen | Gehöft/Bestandteil Denkmalensemble „Ortskern Oberpreilipp“            | Oberpreilipp 5 (Karte)                    |           |              |    |
| Fotos hochladen | Gehöft                                                                | Oberpreilipp 21 (Karte)                   |           |              |    |

## Pflanzwirbach
Einzeldenkmale

| Bild            | Bezeichnung                             | Lage                        | Datierung | Beschreibung                  | ID |
| --------------- | --------------------------------------- | --------------------------- | --------- | ----------------------------- | -- |
| Fotos hochladen | Kirche mit Ausstattung                  | Pflanzwirbach (Karte)       |           |                               |    |
| Fotos hochladen | Wohnhaus und Scheune                    | Pflanzwirbach 15 (Karte)    |           |                               |    |
| Fotos hochladen | Gehöft                                  | Pflanzwirbach 20/21 (Karte) |           |                               |    |
| Fotos hochladen | Gehöft                                  | Pflanzwirbach 27 (Karte)    |           | Das Gebäude wurde abgerissen. |    |
| Fotos hochladen | Wohnhaus „Feldschlösschen“ und Scheunen | Pflanzwirbach 29 (Karte)    |           |                               |    |

## Remda
Einzeldenkmale

| Bild                           | Bezeichnung                                        | Lage                                 | Datierung | Beschreibung | ID |
| ------------------------------ | -------------------------------------------------- | ------------------------------------ | --------- | --- | -- |
| weitere Bilder Fotos hochladen | Kirche mit Ausstattung                             | Remda, Altremda (Karte)              | 1893      | Die evangelische Dorfkirche Altremda wurde 1893 an Stelle einer Vorgängerkirche errichtet. |    |
| Fotos hochladen                | Gehöft                                             | Remda, Altremda 6 (Karte)            |           | |    |
| weitere Bilder Fotos hochladen | Kirche mit Ausstattung                             | Remda (Karte)                        | 1744      | Die Stadtkirche St. Simon und Juda (Remda) wurde nach einem Stadtbrand 1744 komplett neu errichtet. 1888 erhielt die Kirche ein Christus-Triptychon vom Maler Edmund Herger. |    |
| weitere Bilder Fotos hochladen | Ehem. Stadtmauer                                   | Remda                                |           | |    |
| Fotos hochladen                | Gehöft                                             | Remda, Altremdaer Straße 1 (Karte)   |           | |    |
| Fotos hochladen                | Gehöft                                             | Remda, Brandstatt 4 (Karte)          |           | |    |
| weitere Bilder Fotos hochladen | Kirche mit Ausstattung                             | Remda, Kirchremda (Karte)            | vor 1756  | Die Dorfkirche Kirchremda wurde 1756 erstmals erwähnt. Teile und Ausstattung der Kirche sind allerdings teilweise wesentlich älter, so dass es vermutlich einen Vorgängerbau gab. |    |
| Fotos hochladen                | Brunnen (Marktbrunnen)                             | Remda, Markt (Karte)                 |           | |    |
| Fotos hochladen                | Oberer (alter) Friedhof mit Grabsteinen            | Remda, Mühlenweg (Karte)             |           | |    |
| Fotos hochladen                | Staatl. Grund- und Regelschule                     | Remda, Rudolstädter Straße 7 (Karte) |           | |    |
| Fotos hochladen                | Stadtmauer (Abschnitt)                             | Remda, Rudolstädter Straße 9 (Karte) |           | |    |
| Fotos hochladen                | Gedenkstein „Todesmarsch der Buchenwald-Häftlinge“ | Remda, Sundremdaer Straße            | 1985      | Eine 1985 aufgestellte Todesmarschstele des DDR-Bezirks Gera erinnert an die durch Remda ziehende Häftlingskolonne, die vom Außenlager Ohrdruf S III/Jonastal kommend über Stadtilm Richtung Rudolstadt zog. Die Inschrift des Granitquaders lautet „Zum Gedenken an den Todesmarsch der Häftlinge des KZ Buchenwald im Jahre 1945“, unter diesem Text ist ein rotes Dreieck angebracht. |    |
| Fotos hochladen                | Gehöft                                             | Remda, Sundremdaer Straße 7 (Karte)  |           | |    |

## Schaala
Einzeldenkmale

| Bild                           | Bezeichnung                                    | Lage                       | Datierung | Beschreibung | ID |
| ------------------------------ | ---------------------------------------------- | -------------------------- | --------- | ------------ | -- |
| Fotos hochladen                | Gehöft                                         | Am Schaalbach 3 (Karte)    |           |              |    |
| Fotos hochladen                | Gehöft und Scheune                             | Am Schaalbach 8 (Karte)    |           |              |    |
| Fotos hochladen                | Gehöft                                         | Am Schaalbach 9 (Karte)    |           |              |    |
| weitere Bilder Fotos hochladen | Kirche mit Ausstattung, Kirchhof und Wehrmauer | An der Kirche (Karte)      |           |              |    |
| Fotos hochladen                | Industriebau mit ehem. Gaststätte              | Erfurter Straße 29 (Karte) |           |              |    |
| Fotos hochladen                | Wohnhaus                                       | Erfurter Straße 34 (Karte) |           |              |    |
| Fotos hochladen                | Gehöft                                         | Erfurter Straße 42 (Karte) |           |              |    |
| Fotos hochladen                | Gehöft mit Einfriedung und Toranlage           | Erfurter Straße 46 (Karte) |           |              |    |
| Fotos hochladen                | Gehöft                                         | Erfurter Straße 50 (Karte) |           |              |    |
| Fotos hochladen                | Gehöft                                         | Erfurter Straße 52 (Karte) |           |              |    |
| Fotos hochladen                | Wohnhaus                                       | Erfurter Straße 62 (Karte) |           |              |    |

## Schwarza

### Denkmalensemble
| Bild                           | Bezeichnung | Lage                                 | Datierung | Beschreibung | ID |
| ------------------------------ | --- | ------------------------------------ | --------- | ------------ | -- |
| weitere Bilder Fotos hochladen | Denkmalensemble evang. Kirche, Pfarrhaus, sog. Weiße Schule, sog. Rote Schule sowie zugehörige Nebengebäude, Denkmäler und Grundstücke | Schwarzburger-Humboldtstraße (Karte) |           |              |    |

### Einzeldenkmale
| Bild                                    | Bezeichnung | Lage | Datierung | Beschreibung                                                                              | ID |
| --------------------------------------- | --- | --- | --------- | ----------------------------------------------------------------------------------------- | -- |
| Fotos hochladen                         | Brückenbauwerk über die Bahnlinie Saalfeld-Erfurt (1892) zw. Bahnkilometer 42,2 und 42,3                               | Am südlichen Ortsrand (Karte)                                                                               |           |                                                                                           |    |
| Direkt Bild zu diesem Denkmal hochladen | Wellenmaschine des Freibades, zuletzt im ehem. Chemiefaserkombinat Schwarza                                            | Das Schwarzaer Freibad befand sich 50 m östlich vom Bahnhof, das Gelände wurde umgestaltet – jetzt Bauland. |           | Die Wellenmaschine wurde nach Aufgabe des Freibades demontiert und auswärtig eingelagert. |    |
| weitere Bilder Fotos hochladen          | Fassadenreliefs der ehem. Zellwolle-Fabrik (Abbruch Gebäude 1999)                                                      | Breitscheidstraße (Karte)                                                                                   |           |                                                                                           |    |
| Fotos hochladen                         | Institut (TITK) mit Nebengebäude, Terrassen und kleiner Brunnen mit Tierplastik                                        | Breitscheidstraße 97 (Karte)                                                                                |           |                                                                                           |    |
| Fotos hochladen                         | Hochhaus (Produktionsgebäude des ehem. CFK)                                                                            | Breitscheidstraße 103 (Karte)                                                                               |           |                                                                                           |    |
| Fotos hochladen                         | Forum 1 (ehem. KONSUM-Bäckerei, Lager- und Verwaltungsgebäude)                                                         | Breitscheidstraße 148 (Karte)                                                                               |           |                                                                                           |    |
| Fotos hochladen                         | Forum 3 | Breitscheidstraße 152 (Karte)                                                                               |           |                                                                                           |    |
| Fotos hochladen                         | Wohnhaus (Villa) | Friedrich-Engels-Straße 13 (Karte)                                                                          |           |                                                                                           |    |
| Fotos hochladen                         | Gedenkstein für den Todesmarsch der Buchenwald-Häftlinge                                                               | Humboldtstraße (Karte)                                                                                      |           |                                                                                           |    |
| Fotos hochladen                         | Sog. „Weiße Schule“/ Bestandteil Denkmalensemble                                                                       | Humboldtstraße 2 (Karte)                                                                                    |           |                                                                                           |    |
| Fotos hochladen                         | Wohn- und Geschäftshaus                                                                                                | Humboldtstraße 3 (Karte)                                                                                    |           |                                                                                           |    |
| Fotos hochladen                         | Gehöft-Rest (Unterer Siedelhof)                                                                                        | Humboldtstraße 4 (Karte)                                                                                    |           |                                                                                           |    |
| Fotos hochladen                         | Gehöft | Humboldtstraße 5 (Karte)                                                                                    |           |                                                                                           |    |
| Fotos hochladen                         | Gehöft (in Verbindung mit Humboldtstraße 17)                                                                           | Humboldtstraße 15 (Karte)                                                                                   |           |                                                                                           |    |
| Fotos hochladen                         | Gehöft (in Verbindung mit Humboldtstraße 15)                                                                           | Humboldtstraße 17 (Karte)                                                                                   |           |                                                                                           |    |
| Fotos hochladen                         | Gehöft | Humboldtstraße 27 (Karte)                                                                                   |           |                                                                                           |    |
| Fotos hochladen                         | Gehöft | Humboldtstraße 39 (Karte)                                                                                   |           |                                                                                           |    |
| weitere Bilder Fotos hochladen          | Landeshoheitszeichen (Hoheitsstein) des Fürstentums Schwarzburg-Rudolstadt an der B 85 zwischen Schwarza und Wöhlsdorf | Kämmeritze (Karte)                                                                                          |           |                                                                                           |    |
| Fotos hochladen                         | Fachwerkhaus der ehemaligen Richterschen Fabrik (Darre)                                                                | Kurzer Weg (Karte)                                                                                          |           |                                                                                           |    |
| Fotos hochladen                         | Gehöft | Saalfelder Straße 3 (Karte)                                                                                 |           |                                                                                           |    |
| Fotos hochladen                         | Scheune | Saalfelder Straße 20 (Karte)                                                                                |           |                                                                                           |    |
| Fotos hochladen                         | Nestler-Mühle | Schwarzburger Straße 57 (Karte)                                                                             |           |                                                                                           |    |
| weitere Bilder Fotos hochladen          | Gasthof „Goldener Löwe“ mit Saalbau und Wappentafel                                                                    | Schwarzburger Straße 62 (Karte)                                                                             |           |                                                                                           |    |
| Fotos hochladen                         | Wohnhaus | Schwarzburger Straße 64 (Karte)                                                                             |           |                                                                                           |    |
| Fotos hochladen                         | Gehöft | Schwarzburger Straße 66 (Karte)                                                                             |           |                                                                                           |    |
| weitere Bilder Fotos hochladen          | Mittlerer Siedelhof | Schwarzburger Straße 79 (Karte)                                                                             |           |                                                                                           |    |
| weitere Bilder Fotos hochladen          | Kirche mit Ausstattung/Bestandteil Denkmalensemble                                                                     | Schwarzburger Straße 80 (Karte)                                                                             |           |                                                                                           |    |
| Fotos hochladen                         | Pfarrhaus / Bestandteil Denkmalensemble                                                                                | Schwarzburger Straße 82 (Karte)                                                                             |           |                                                                                           |    |
| Fotos hochladen                         | Wohnhaus | Werner-Seelenbinder-Straße 11 (Karte)                                                                       |           |                                                                                           |    |

## Sundremda
Einzeldenkmale

| Bild            | Bezeichnung                                      | Lage                                  | Datierung | Beschreibung | ID |
| --------------- | ------------------------------------------------ | ------------------------------------- | --------- | --- | -- |
| Fotos hochladen | Kirche mit Ausstattung, Friedhof und Einfriedung | Sundremda (Karte)                     | 1740      | Die evangelische Dorfkirche Sundremda wurde 1740 erbaut. Eine Vorgängerkirche wurde allerdings schon 1367 erwähnt. Der erhaltene Turm gehörte wohl zu einem ehemaligen Kloster. |    |
| Fotos hochladen | Gehöft                                           | Sundremda, Ehrensteiner Weg 6 (Karte) |           | |    |

## Teichel
Einzeldenkmale

| Bild                           | Bezeichnung            | Lage                                   | Datierung           | Beschreibung | ID |
| ------------------------------ | ---------------------- | -------------------------------------- | ------------------- | --- | -- |
| weitere Bilder Fotos hochladen | Kirche mit Ausstattung | Teichel (Karte)                        | 1438, 1448, 1848/49 | Der älteste Teil der Teicheler Stadtkirche ist der 1438 geweihte Turm. 1848/49 wurde die Kirche umgebaut. 2013 feierte man das 575-jährige Jubiläum der Kirche. |    |
| weitere Bilder Fotos hochladen | Rathaus                | Teichel, Am Markt 1 (Karte)            |                     | |    |
| Fotos hochladen                | Wohnhaus               | Teichel, Weimarische Straße 17 (Karte) |                     | |    |
| Fotos hochladen                | Gehöft                 | Teichel, Weimarische Straße 59 (Karte) |                     | |    |

## Teichröda

### Denkmalensemble
| Bild            | Bezeichnung                          | Lage      | Datierung | Beschreibung                                                    | ID |
| --------------- | ------------------------------------ | --------- | --------- | --------------------------------------------------------------- | -- |
| Fotos hochladen | Denkmalensemble „Ortslage Teichröda“ | Teichröda |           | Die Ortslage Teichrödas steht als Denkmalensemble unter Schutz. |    |

### Einzeldenkmale
| Bild                           | Bezeichnung                                      | Lage                                  | Datierung | Beschreibung | ID |
| ------------------------------ | ------------------------------------------------ | ------------------------------------- | --------- | --- | -- |
| Fotos hochladen                | Grabstätte für 14 ermordete Buchenwald-Häftlinge | Teichröda (Karte)                     | 1945      | Grabstätte für vierzehn KZ-Häftlinge die auf dem Evakuierungsmarsch vom KZ Buchenwald Richtung Bayern am 9. April 1945 durch amerikanischen Tieffliegerbeschuss am Ortseingang von Teichröda ums Leben kamen. Verscharrt wurden sie erst an anderer Stelle, wenige Wochen später wurden sie an die jetzige Stelle auf dem Dorfanger umgebettet. 1965 wurde das Holzkreuz durch einen Gedenkstein mit der Inschrift „Hier ruhen 14 Antifaschisten aus dem KZ Buchenwald. Sie starben am 9. April 1945 durch amerikanischen Fliegerbeschuß.“ ersetzt. |    |
| weitere Bilder Fotos hochladen | Kirche mit Ausstattung                           | Teichröda (Karte)                     |           | Die Kirche ist Bestandteil des Denkmalensembles „Ortslage Teichröda“ |    |
| Fotos hochladen                | Wohnhaus                                         | Teichröda, Erfurter Straße 12 (Karte) |           | Das Wohnhaus ist Bestandteil des Denkmalensembles „Ortslage Teichröda“ |    |
| Fotos hochladen                | Mühlengehöft                                     | Teichröda, Erfurter Straße 19 (Karte) |           | Das Mühlengehöft ist Bestandteil des Denkmalensembles „Ortslage Teichröda“ |    |
| BW                             | Gehöft                                           | Teichröda, Erfurter Straße 29 (Karte) |           | Das Gehöft ist Bestandteil des Denkmalensembles „Ortslage Teichröda“ |    |
| Fotos hochladen                | Ehem. Mühle                                      | Teichröda, Erfurter Straße 33 (Karte) |           | Die ehem. Mühle ist Bestandteil des Denkmalensembles „Ortslage Teichröda“ |    |
| Fotos hochladen                | Gehöft                                           | Teichröda, Hopfgartenstraße 1 (Karte) |           | Das Gehöft ist Bestandteil des Denkmalensembles „Ortslage Teichröda“ |    |
| Fotos hochladen                | Pfarrhof                                         | Teichröda, Kupferstraße 4 (Karte)     |           | Der Pfarrhof ist Bestandteil des Denkmalensembles „Ortslage Teichröda“ |    |
| Fotos hochladen                | Wohnhaus                                         | Teichröda, Zum Tal 3 (Karte)          |           | Das Wohnhaus ist Bestandteil des Denkmalensembles „Ortslage Teichröda“ |    |

## Treppendorf
Einzeldenkmale

| Bild                           | Bezeichnung                                      | Lage                                | Datierung | Beschreibung | ID |
| ------------------------------ | ------------------------------------------------ | ----------------------------------- | --------- | --- | -- |
| weitere Bilder Fotos hochladen | Kirche mit Ausstattung, Friedhof und Einfriedung | Treppendorf (Karte)                 |           | Erstmals wurde 874 eine Wallfahrtskirche in Treppendorf erwähnt. Die heutige Dorfkirche St. Marien wurde gegen Ende des Zweiten Weltkriegs schwer zerstört. |    |
| Fotos hochladen                | Torfahrt                                         | Treppendorf, Treppendorf 20 (Karte) |           | |    |
| Fotos hochladen                | Gehöft                                           | Treppendorf, Treppendorf 27 (Karte) |           | |    |
| Fotos hochladen                | Gehöft                                           | Treppendorf, Treppendorf 30 (Karte) |           | |    |
| Fotos hochladen                | Gehöft                                           | Treppendorf, Treppendorf 31 (Karte) |           | |    |

## Unterpreilipp
Einzeldenkmale

| Bild            | Bezeichnung           | Lage                     | Datierung | Beschreibung | ID |
| --------------- | --------------------- | ------------------------ | --------- | ------------ | -- |
| Fotos hochladen | Gehöft                | Unterpreilipp 13 (Karte) |           |              |    |
| Fotos hochladen | Gehöft (Fachwerkhaus) | Unterpreilipp 26 (Karte) |           |              |    |

## Volkstedt
Einzeldenkmale

| Bild                           | Bezeichnung                                             | Lage                            | Datierung | Beschreibung | ID |
| ------------------------------ | ------------------------------------------------------- | ------------------------------- | --------- | ------------ | -- |
| weitere Bilder Fotos hochladen | Kirche mit Ausstattung                                  | Breitscheidstraße (Karte)       |           |              |    |
| Fotos hochladen                | Villa mit Park und Einfriedung                          | Breitscheidstraße 22 (Karte)    |           |              |    |
| Fotos hochladen                | Gedenkstein „Todesmarsch der Buchenwald-Häftlinge“      | Breitscheidstraße 58–62 (Karte) |           |              |    |
| Fotos hochladen                | Brennofen und Reste des ehemaligen Macheleitschen Gutes | Macheleidtstraße 4 (Karte)      |           |              |    |
| Fotos hochladen                | Schiller-Denkmal                                        | Schillershöhe (Karte)           |           |              |    |
| Fotos hochladen                | Geschwister-Scholl-Turm                                 | Zeigerheimer Berg (Karte)       |           |              |    |